# Грудно
Грудно (пол. Grudno, нім. Petersgrund) — село в Польщі, у гміні Болькув Яворського повіту Нижньосілезького воєводства.
У 1975-1998 роках село належало до Єленьогурського воєводства.

## Галерея

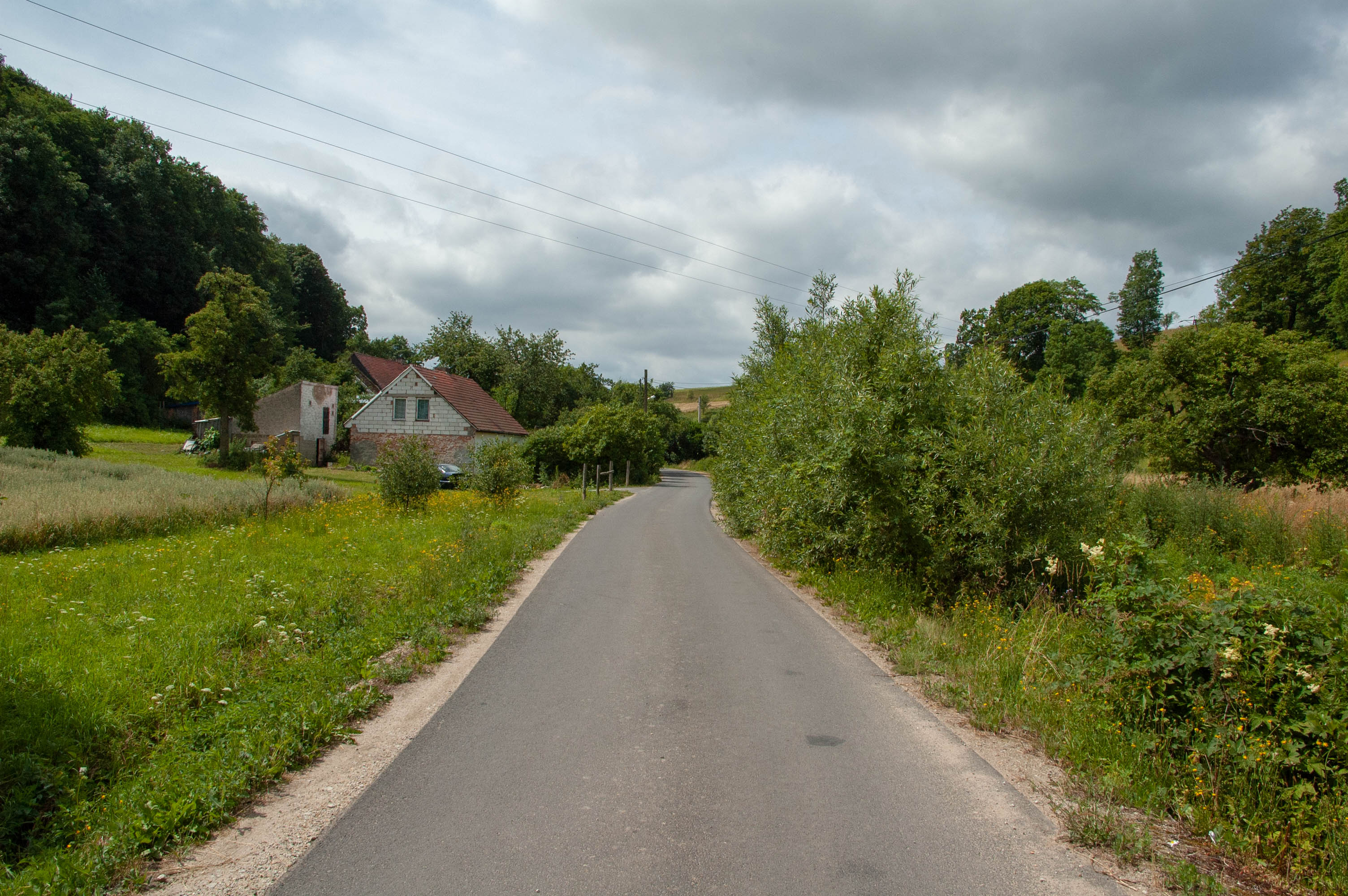
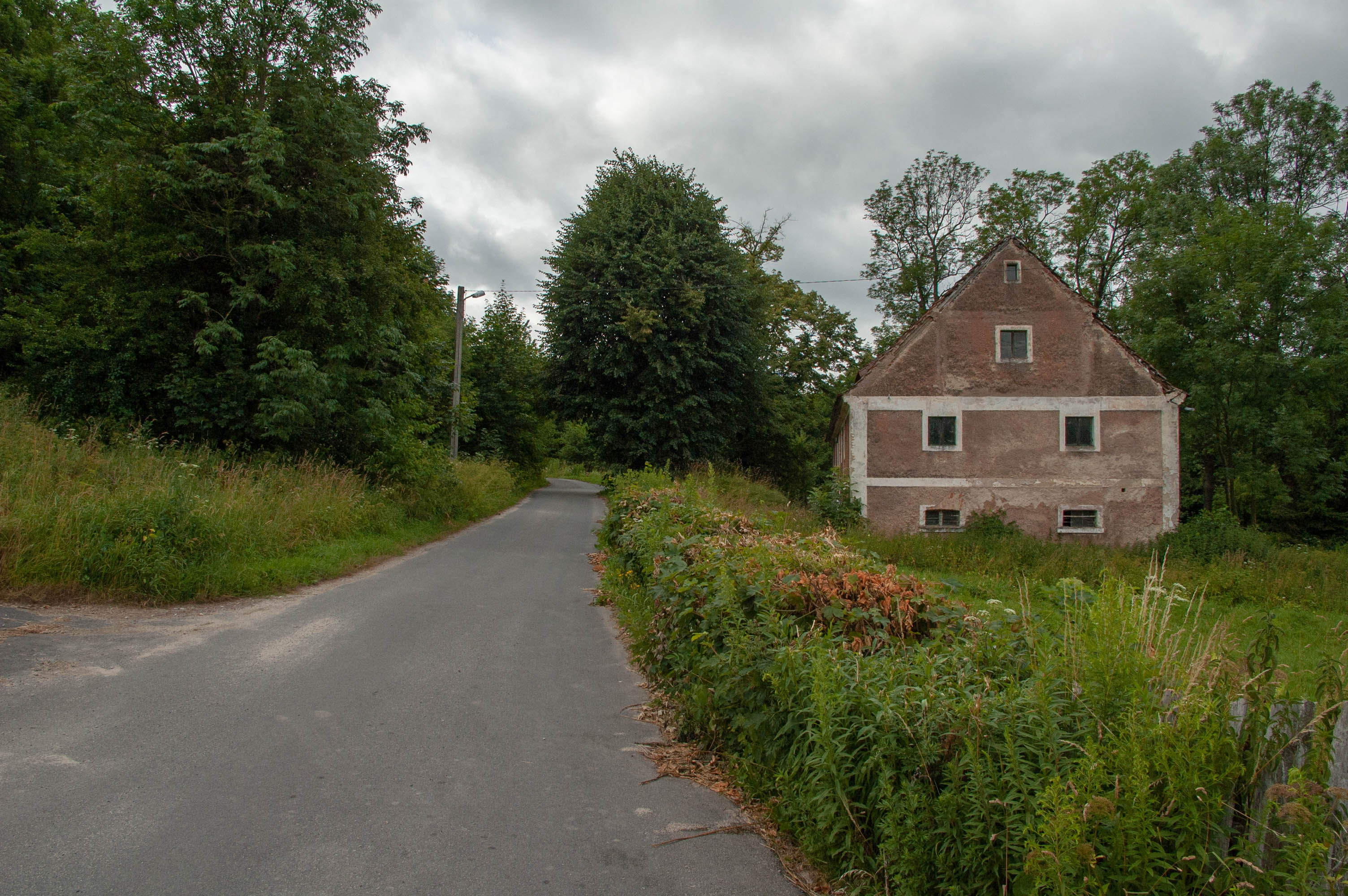
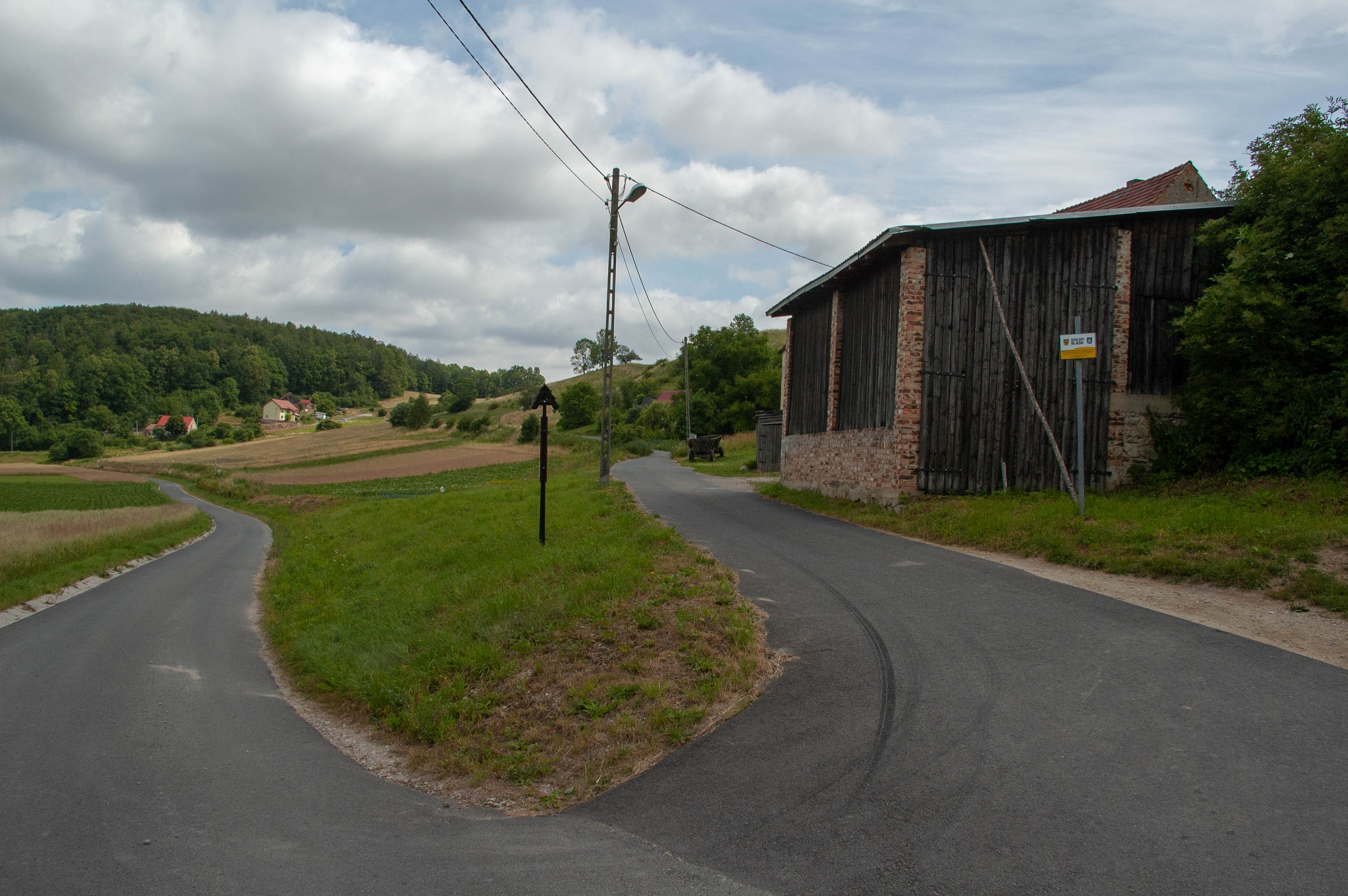
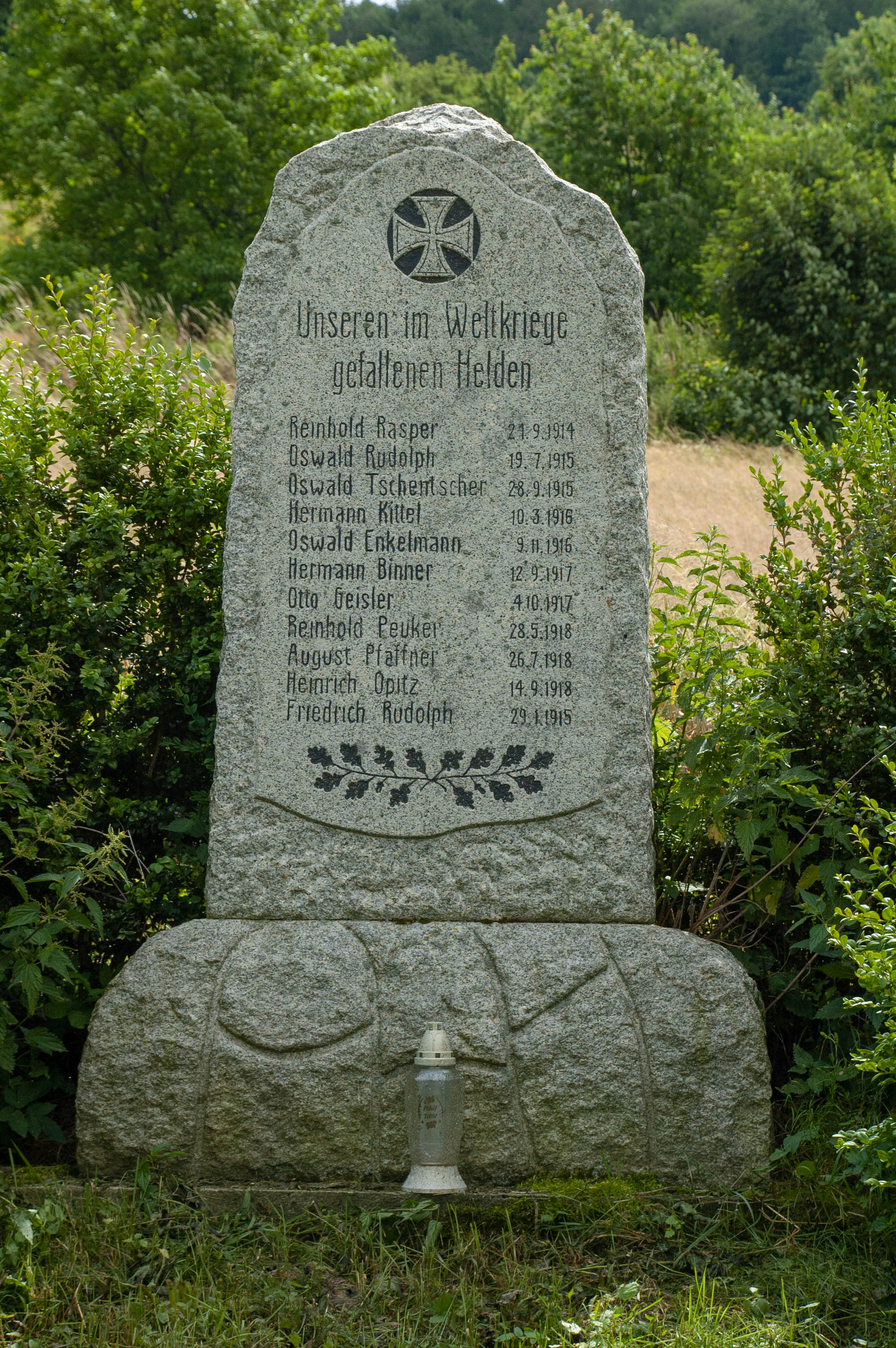